# Elecciones presidenciales de Estados Unidos de 2000 en Texas
Las elecciones presidenciales de los Estados Unidos de 2000 en Texas se celebraron el martes 7 de noviembre de 2000, como parte de las Elecciones presidenciales de Estados Unidos de 2000, en las que participaron los 50 estados más el Distrito de Columbia. Los votantes de Texas eligieron a los electores para que los representaran en el Colegio electoral a través del voto popular, enfrentando a las fórmulas del Partido Republicano, del para el entonces actual gobernador del estado George W. Bush y el ex secretario de defensa Dick Cheney, contra la del Partido Demócrata del vicepresidente en funciones Al Gore y su compañero el senador por Connecticut Joe Lieberman, Texas tenía 32 votos electorales en el Colegio Electoral.
Texas fue ganado por el candidato del Partido Republicano, el gobernador titular del estado, George W. Bush, por un margen de victoria del 21.32%. Esta fue la primera vez desde 1928 que el condado de Cottle votó republicano. Muchos condados que Bill Clinton ganó en 1996 se inclinaron hacia Bush en estas elecciones, en parte debido a la inclinación cada vez más conservadora de las áreas rurales y el estatus de hijo favorito de Bush dentro del estado. Quizás el condado más notable y sorprendente ganado por Bush fue el muy liberal condado de Travis. Un factor en la victoria de Bush en el condado fue la fuerte actuación del candidato de izquierda del tercer partido Ralph Nader, que obtuvo el 10.37% de los votos en el boleto verde, su mejor actuación en cualquier condado de Texas. Si Nader no hubiera ido, es probable que Gore hubiera llevado el condado, aunque solo por poco.
Las elecciones de 2000 en Texas fueron muy partidistas, con casi el 60% de los votantes votando por el candidato del Partido Republicano. El voto del tercer partido se redujo a un total del 2.7%, probablemente porque Ross Perot no estaba en la boleta electoral ese año. La gran mayoría de los condados votaron fuertemente por el gobernador Bush, ya que su índice de aprobación y popularidad en el estado eran altos. Muchos de los condados demócratas rurales de larga duración, incluidos los del este de Texas a lo largo de la frontera de Luisiana, se balancearon como republicanos a medida que el Partido Demócrata nacional se movía más hacia la izquierda. Los demócratas de Texas son más moderados o conservadores según los estándares nacionales, y muchos tenían una opinión favorable hacia Bush debido a su enfoque bipartidista con la legislatura estatal demócrata durante su mandato como gobernador.

## Resultados
| Partido | Partido     | Candidato      | Votos     | %     |
| ------- | ----------- | -------------- | --------- | ----- |
|         | Republicano | George W. Bush | 3,799,639 | 59.30 |
|         | Demócrata   | Al Gore        | 2,433,746 | 37.98 |
|         | Verde       | Ralph Nader    | 137,994   | 2.15  |
|         | Libertario  | Harry Browne   | 12,394    | 0.36  |
| Otros   | Otros       | Otros          | 13,098    | 0.20  |
|         |             |                |           |       |
| Total   | Total       | Total          | 6,407,637 | 100   |
|         |             |                |           |       |
| Fuente: |             |                |           |       |